# Alexander Vlahos
Alexander "Alex" Vlahos (Llantrisant, Gales, 30 de julio de 1988) es un actor, escritor y director galés, conocido por sus papeles de Sir Mordred en la serie de televisión Merlín, el príncipe Felipe de Orleans en Versalles y Tom Evans en The Indian Doctor. Vlahos también ha aparecido en programas como Crash, Doctors, Privates, Pen Talar y Outlander.

## Primeros años
Vlahos nació el 30 de julio de 1988 en Tumble, Carmarthenshire, pero a muy temprana edad se trasladó a Llantrisant. Es hijo de padre griego y madre galesa; habla con fluidez galés (su lengua materna) e inglés. Vlahos jugó hockey sobre hielo entre las edades de 8 a 18 años, antes de convertirse en actor. Estudió en la Real Escuela Galesa de Música y Teatro en Cardiff, de la cual se graduó en 2009.

## Carrera
Apareció por primera vez en la televisión en la serie dramática de la BBC Wales, Crash, haciendo un pequeño papel en 2009. Al año siguiente, apareció en la telenovela Doctors, en una historia de una semana de duración titulada Master Of The Universe, en la que interpretó el papel principal de Lewis Cutler.
Los episodios fueron nominados para Mejor Episodio Individual y Escena Espectacular del Año en los Premios British Soap en 2010. También en 2010, apareció en las series Pen Talar y The indian doctor, y en la película Bright Lights.
En 2012 obtuvo el papel de Keenan en Privates, una miniserie de televisión sobre los conscriptos del Servicio Nacional de la década de 1960, por la que se vio obligado a afeitarse el cabello. También interpretó el papel de Sir Mordred durante la quinta y última temporada de la serie Merlín, donde obtuvo excelentes críticas por su interpretación como el joven druida destinado a matar al Rey Arturo, un papel originalmente interpretado por Asa Butterfield en las dos primeras temporadas.
Desde 2012 hasta el 2016, desempeñó, principalmente, el papel de Dorian Gray, Bertie Plotts y su Clon en las producciones de audio de Big Finish Productions en sus dramas de audio Las confesiones de Dorian Gray y otras series de dramas de audio que pertenecen al mundo de Doctor Who.
En el 2013, Vlahos, protagonizó un drama de audio basado en la novela de Oscar Wilde, El retrato de Dorian Gray, adaptado por David Llewellyn, de nuevo en el papel de Dorian Gray.
En el 2019, se lanzó una última serie de The Confessions of Dorian Gray, "The Lost Confessions", que cuenta con historias que fueron descartadas anteriormente y se convirtieron en prosas. La última historia, "The last Confession" sería el final de la serie, en lugar de "Ever After", pero fue reemplazado antes de la producción. Este lanzamiento actúa como un "segundo final" de la serie. En 2020, debido a la pandemia por el COVID-19, se lanzó un especial de la serie ubicado entre "Ever After" y "The Last Confession", "Isolation".
Fue considerado junto a su coestrella de Merlín Colin Morgan, para el papel del Duodécimo Doctor en la serie Doctor Who, un papel finalmente dado a Peter Capaldi.
El debut como director de Vlahos, Lola, se rodó en Londres en 2018, seguido de su segundo cortometraje, Here We Are, filmado en Gales 2019. I Am One, el próximo corto y un proyecto con It’s My Shout y BBC Wales, será filmado en Wales. Su producción fue pospuesta hasta este 2021 debido a la pandemia por COVID-19. También es el escritor de I Am One.
Del 11 de febrero al 11 de marzo de 2017, Vlahos protagonizó La Ronde de Max Gill, una versión modernizada y neutral de género de la obra de Arthur Schnitzler. Un elenco de cuatro personas interpretó a los 10 personajes seleccionados al azar en el escenario cada noche por una ruleta. En el drama de audio Hamlet de Big Finish Productions de 2017, Vlahos interpretó al personaje principal.
En el verano de 2018, Vlahos interpretó a Romeo en Romeo y Julieta, y a Catesby en Ricardo III en el Shakespeare’s Rose Theatre de York, antes de regresar al Park Theatre de Londres para interpretar al Capitán Garfio y Sr. Darling en una producción teatral de Peter Pan.
Vlahos interpretó al artista Charles Lockhart en el programa Sanditon de PBS que se emitió en 2022-2023.
Aparecerá en la película de Netflix, Irish Wish, en 2024.

## Vida personal
En 2023, reveló que le habían diagnosticado un trastorno por déficit de atención con hiperactividad.
En febrero de 2024, recibió a su primer hijo junto a su esposa, con quien se casó en mayo de 2022.

## Televisión
| Título                          | Año         | Papel              | Notas                          |
| ------------------------------- | ----------- | ------------------ | ------------------------------ |
| Crash                           | 2009 - 2010 | Dylan              |                                |
| Doctors                         | 2010        | Lewis Cutler       | 5 episodios                    |
| All Shook Up!                   | 2010        | Dafydd Hibbard     |                                |
| Pen Talar                       | 2010        | Iolo               | 3 episodios                    |
| The Indian Doctor               | 2010        | Tom Evans          | 5 episodios                    |
| The Tower                       | 2011        | Tom                | Film para televisión           |
| Merlín                          | 2012        | Sir Mordred        | 12 episodios (5 temporada)     |
| Privates                        | 2013        | Soldado Tom Keenan | 5 episodios                    |
| Versalles                       | 2015 - 2018 | Felipe de Orleans  | Principal                      |
| Serial Thriller: Angel of Decay | 2016        | Herbert            | 3 episodios                    |
| Barbarians Rising               | 2016        | Valentinian        | 1 episodio                     |
| Prisioner Zero                  | 2016        | Zero               | Voz                            |
| Genius                          | 2017        | Maurice Solovine   | 1 episodio                     |
| Tourist Trap                    | 2019        | Will               | 1 episodio                     |
| Death in paradise               | 2020        | Max Newman         | 1 episodio                     |
| Bang                            | 2020        | Dai                | 4 episodios                    |
| Broke                           | 2020        | Mark               | 6 episodios                    |
| Nothing to declare              | 2020        | Sprog/Clive        | Episodio 9 & 10                |
| Outlander                       | 2022        | Allan Christie     | Papel Recurrente (6 temporada) |
| Sanditon                        | 2022        | Charles Lockhart   | Papel Recurrente (2 Temporada) |

## Filmografía

### Películas
| Título          | Año  | Papel        | Notas                          |
| --------------- | ---- | ------------ | ------------------------------ |
| The Tower       | 2011 | Tom          | Película de televisión         |
| Truth or Dare   | 2012 | Luke         | Junto a David Oakes y Tom Kane |
| The head hunter | 2016 | Herbert      |                                |
| WatchTower      | 2021 | Freddie      |                                |
| Irish Wish      | 2024 | Paul Kennedy | Película para Netflix          |
| Firecracker     | 2024 | Tom          |                                |
| Cuore di Sale   |      |              |                                |

### Cortos
| Título        | Año  | Papel   | Notas                  |
| ------------- | ---- | ------- | ---------------------- |
| Bright Lights | 2010 | Steff   |                        |
| Button Eyes   | 2013 | Boy     | Junto a Valene Kane    |
| Rival         | 2020 | Actor   | Junto a Gethin Anthony |
| Striativus    | 2021 | Tristan | En posproducción       |

## Big Finish Productions
| Título                                               | Año                     | Papel                  | Notas                                                               |  |
| ---------------------------------------------------- | ----------------------- | ---------------------- | ------------------------------------------------------------------- |  |
| Doctor Who: The Adventure Games - The Gunpowder Plot | 2010                    | Robert Catesby         | Videojuego                                                          |  |
| Gallifrey                                            | 2011                    | Bertie Potts y su Clon |                                                                     |  |
| Bernice Summerfield                                  | 2012                    | Dorian Gray            | Serie "Legion" en "Shades of Gray"                                  |  |
| Bernice Summerfield                                  | 2013                    |                        | Escritor de "HMS Surprise"                                          |  |
| The Confessions of Dorian Gray                       | 2012 - 2016 2019 - 2020 | Dorian Gray            | Temporada 1-5 The Lost Confessions, Isolation                       |  |
| El retrato de Dorian Gray                            | 2013                    | Dorian Gray            | Drama de audio de la novela escrita por Oscar Wilde                 |  |
| The Diary of River Song                              | 2015                    | Bertie Potts y su clon | Temporada 1                                                         |  |
| The Worlds of Big Finish                             | 2015                    | Dorian Gray            | #2 "The Adventure of the Bloomsbury Bomber" #3 "The Feast of Magog" |  |
| The Lives of Captain Jack                            | 2017                    | El extraño inmortal    | Historia 1.4 "Moonth 25"                                            |  |
| Hamlet                                               | 2017                    | Hamlet                 |                                                                     |  |
| These Old Shades                                     | 2021                    |                        | Audiobook/Penguin                                                   |  |

## Teatro
| Obra            | Año  | Papel             | Director/Teatro            |
| --------------- | ---- | ----------------- | -------------------------- |
| Fortune's Fool  | 2013 | Pavel Yeletsky    | Lucy Bailey                |
| Macbeth         | 2013 | Malcolm           | Kenneth Branagh            |
| La Ronde        | 2017 | Varios personajes | Max Gill                   |
| Romeo y Julieta | 2018 | Romeo             | Shakespeare's Rose Theatre |
| Richard III     | 2018 | Catesby           | Shakespeare's Rose Theatre |
| Peter Pan       | 2018 | Garfio            | Park Theatre               |